# Seiðr

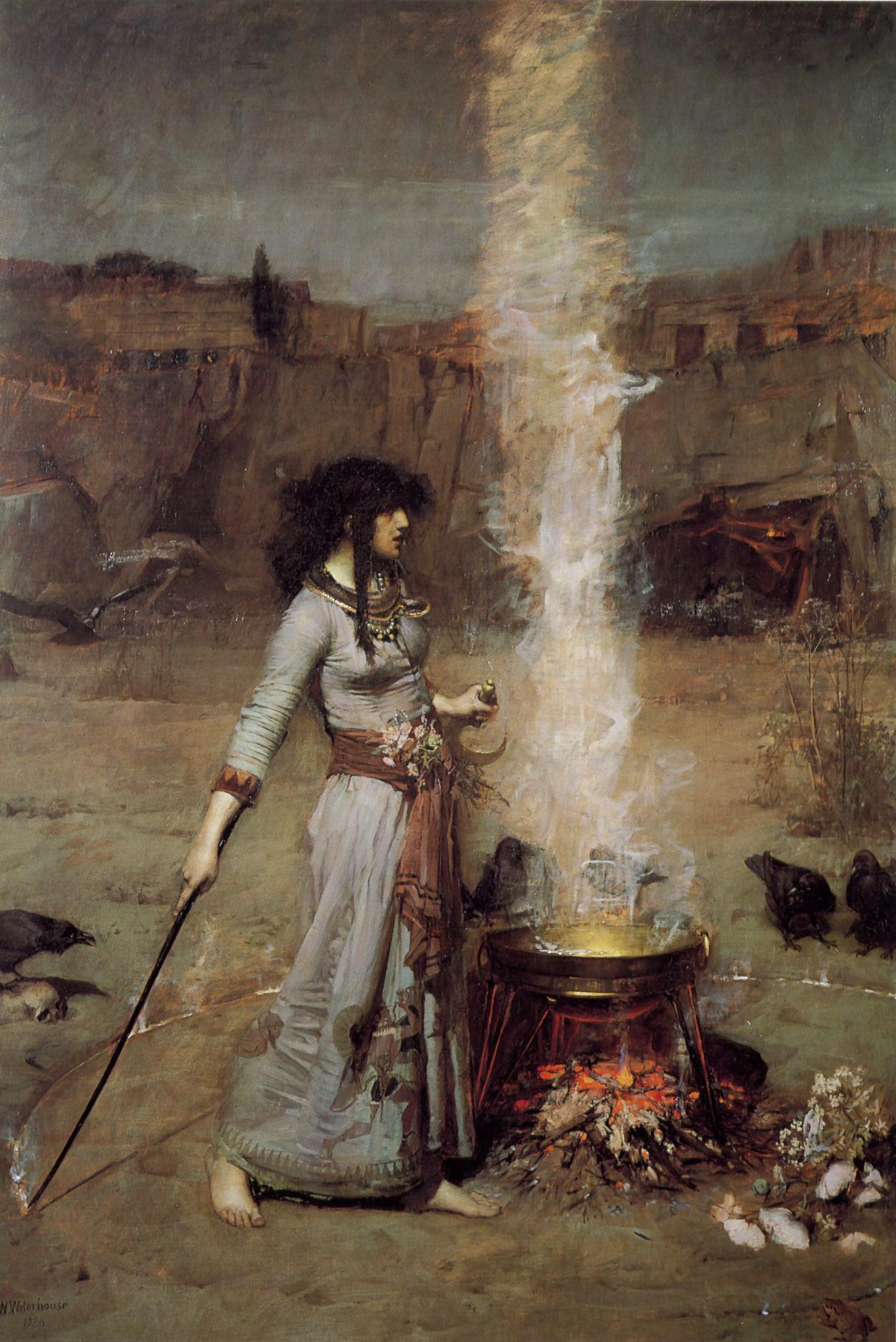
Magic Circle door John William Waterhouse

Seiðr, Seidr of Seid is de Oudnoordse term voor een zeker type van magie of hekserij uit de cultuur van Kelten en Germanen, meer bepaald zoals toegepast door de völva's.
Transliteratie laat ook schrijfvormen als "seidhr," "seidh," "seidr," "seithr," of "seith" toe.
De term wordt ook gebruikt refererend aan modern neopaganisme.

## Etymologie en terminologie
De etymologische herkomst van de term seiðr is onduidelijk. Maar aanverwante woorden uit het Oudhoogduits en Oudengels houden verband met "cord, string" (koord, streng) of "snare, cord, halter" en in het skaldisch gedicht Ragnarsdrápa is er een versregel 15 die seiðr in deze betekenis gebruikt.
Het is echter niet duidelijk hoe deze afleiding zich verhoudt tot de praktijk van seiðr. Er is wel gesuggereerd dat het aantrekken van een snaar verband kan houden met seiðr, omdat aantrekking een element van de praktijk van seiðr is, dat wordt beschreven in de Noordse literatuur, en het ook in de Scandinavische folklore terugkomt onder het thema van hekserij.
Maar als seiðr met "spincharme" te maken heeft, dan zou dat de staf kunnen verklaren - een attribuut dat bij het spinnen van wol werd gebruikt - die ook bij de seiðr aangewend schijnt te worden.
Oudengelse termen die met seiðr verwant zijn zoals siden, sidhe en sidsa worden enkel aangetroffen in een context waar ze door elfen (ælfe) aangewend worden, zodat deze woorden waarschijnlijk iets als 'seiðr' hebben betekend.
Andere Oudengelse woorden voor de magische praktijken zijn wicca (m.) of wicce (v.), de etymons voor het modern Engelse witch en het Nederlandse heks.
Seiðr hield in dat zegening of vervloeking in de vorm van galðrar (enkelvoud galðr) werd toegepast. Zij die seiðr toepasten, waren voornamelijk vrouwen (völva's, of meer specifiek seiðkona, letterlijk "seidvrouw"). Om die reden werd deze praktijk later ook als ergi gecatalogeerd. Dat laatste sloeg dan onder meer op mannen (seiðmaðr, letterlijk "seidman") die zich (nog) met deze praktijk inlieten (zoals ten tijde van de Vikingen).

## Oorsprong
Sjamanisme verwijst naar tradities die wijdverbreid en waarschijnlijk van prehistorische oorsprong zijn. Sedert de publicatie van Jakob Grimm's socio-linguïstisch Deutsches Wörterbuch (p. 638) in 1835, is een Baltisch-Finse link met seiðr vooropgesteld, waarbij de beschrijving van beoefenaars ervan uit sagen en andere teksten wordt geciteerd. Men is daarom Seiðr ook wel gaan in verband brengen met de praktijk van de Noaidi, de patrilineaire sjamanen van de Samen. Ook Indo-Europese origines zijn als mogelijkheid vernoemd. Wel is het zo dat het Finse woord seita of het Sami woord sieidde een menselijk uitziende boomvorm aanduidt, of die van een grote vreemd gevormde steen of rots, en hoegenaamd niets van magie of hekserij inhoudt. Maar er is veel kans dat deze woorden ooit van het woord seiðr zijn afgeleid.
Het geloof in toverkunst was vanouds onderdeel van de Germaanse religie.
Jordanes heeft het in zijn De Origine Actibusque Getarum (Origine en daden van de Gothen) over een legende als zouden de Hunnen als volk zijn ontstaan uit de vereniging van völva's met "onreine geesten". Het zouden heksen zijn geweest die uit het rijk der Gothen waren verdreven door hun koning Filimer (laat 2e eeuw). Jordanes geeft ook de naam van deze "magae mulieres" weer als haliurunnae in het Gotisch (enkelvoud haljaruna). Het Oud-Engels kent de term hellrúna (vr. hellrúne) met de betekenis van 'heks'. In het Oudhoogduits is dat hellirúna en duidt er op necromantie.

## Verwijzingen naarseiðrin Oudnoordse literatuur

### Mythologie
Vruchtbaarheidsgodin Freya beheerste seiðr, aldus de literatuur van de Noordse mythologie, als incarnatie van Heidh die zelf na Gullveig was geïncarneerd.
Een ander voorbeeld van seid in de Noordse mythologie is de profetische visie die Odin in de Völuspá werd gegeven door de völva, vala, of zieneres naar wier titel het gedicht is vernoemd. Haar visie relateert echter niet direct aan seiðr. Het woord wordt er gebruikt in verband met Heiðr (die traditioneel met Freya wordt geassocieerd, maar ook een völva kan zijn).
De relatie tussen de Völva in dit verhaal en de Nornen, de schikgodinnen, is opvallend sterk.
Zijn profetische vaardigheid werd Alvader dan weer aangewreven als ergi ('erg', 'onmannelijk') in de latere Lokasenna. Daar verwijt Loki Odin dat hij seid toepaste.
Ook in de Vikingtijd werd seiðr als typisch vrouwelijk gezien, en was de redenering dat dit absoluut niet bij stoere mannen paste, omdat het manipulatief aspect ervan inging tegen het ideaal van het vuistrecht of recht voor de vuist gedrag, waarmee zij zaken oplosten.
Een ander opgemerkt mythisch figuur die seiðr toepaste was Gróa, die Thor trachtte bij te staan en die uit het graf wordt teruggeroepen in het Svipdagsmál.

### Sagen
Godin Freyja wordt in de Ynglinga saga als adept van de mysteriën van seid vernoemd, en er wordt ook verhaald dat zij degene was die Odin opleerde: Dóttir Njarðar var Freyja. Hon var blótgyðja. Hon kenndi fyrst með Ásum seið, sem Vönum var títt ('Njörðr’s dochter was Freya. Zij zat het offer voor. Zij was het die het eerst de Æsir vertrouwd maakte met de seiðr, die bij de Vanir de gewoonte was').

#### Eric de Rode
In de 13e-eeuwse sage van Erik de Rode was er een seiðkona of völva in Groenland Thorbjorg (beschermd door Thor) genaamd. Ze droeg een blauwe kapmantel en een haarstuk van zwart lam versierd met wit kattenvel; ze droeg ook de symbolische toverstaf (seiðstafr), die vaak met deze vrouwen als grafgift werd meegegeven, en zij was gezeten op een hoog platform. Zoals de Sage vertelt:
| En er hon kom um kveldit ok sá maðr, er móti henni var sendr, þá var hon svá búin, at hon hafði yfir sér tuglamöttul blán, ok var settr steinum allt í skaut ofan. Hon hafði á hálsi sér glertölur, lambskinnskofra svartan á höfði ok við innan kattarskinn hvít. Ok hon hafði staf í hendi, ok var á knappr. Hann var búinn með messingu ok settr steinum ofan um knappinn. Hon hafði um sik hnjóskulinda, ok var þar á skjóðupungr mikill, ok varðveitti hon þar í töfr sín, þau er hon þurfti til fróðleiks at hafa. Hon hafði á fótum kálfskinnsskúa loðna ok í þvengi langa ok á tinknappar miklir á endunum. Hon hafði á höndum sér kattskinnsglófa, ok váru hvítir innan ok loðnir. | Toen zij aankwam in de avond met de man, die om haar te zien was gezonden, was zij zo gekleed: ze had over zich heen een blauwe kapmantel met halsveters, en er waren stenen ingelegd bovenaan de rok. Ze had om de hals glazen kralen, een zwarte lamsmuts op het hoofd afgezoomd met kattenvel. Ook hield ze een staf in de hand, en er was een knop aan. Die was versierd met koper en er zaten steentjes in die knop. Ze had een tas, met daarin snuisterijen nodig voor haar wijsheid (talismans). Ze droeg langharig kalfsleren schoeisel aan de voeten, met lange sterke veters, met grote knoppen aan het uiteinde. Aan de handen droeg ze handschoenen van kattenpels, en die waren wit behaard langsbinnen. |  |

#### Andere sagen
Zoals Snorri Sturluson in zijn Ynglinga saga beschrijft, behelst seid zowel divinatie als manipulatieve magie. Het ziet ernaar uit dat het soort divinatie dat bij seid werd gebruikt in het algemeen opviel door een meer metafysische aard van de alledaagse toegepaste voorspellingspraktijken die door de zieneressen en zieners werden uitgevoerd (menn framsýnir, menn forspáir).
In Orvar-Odd's Saga, is de kapmantel echter zwart, maar de seiðkona draagt er eveneens de staf.